# Antonio Téllez
Antonio Téllez Solá (Tarragona; 18 de enero de 1921 - Perpiñán, Francia; 26 de marzo de 2005) fue un historiador y periodista español.

## Biografía
Hijo de un ferroviario destinado posteriormente a su nacimiento a Soto del Rey (Asturias), la Revolución asturiana de 1934 le  marcó profundamente. Trasladada de nuevo la familia a Cataluña, en 1936, con 16 años, se afilia a las Juventudes Libertarias e involucra en la lucha contra el fascismo entrando en el Ejército Republicano formando parte de la generación de alevines que hizo la guerra junto al movimiento libertario en la llamada Quinta del Biberón, hasta febrero de 1939, en que se vio obligado a cruzar la frontera francesa siendo internado en el campo de confinamiento de Septfonds por las autoridades galas, con tan solo 18 años. 
Durante la Segunda Guerra Mundial, aún en territorio francés, se incorporó al maquis francés con otros conocidos miembros del movimiento libertario como Cipriano Mera, y participando con el ejército galo en la liberación del municipio francés de Rodez. 
En octubre de 1944 Téllez participó en la incursión guerrillera realizada en el Valle de Arán, una de las primeras acciones del maquis republicano contra el régimen de Franco.
Consolidado el régimen franquista en España, Téllez, como conocedor del movimiento en el que participó, el movimiento libertario y el maquis español en la Resistencia francesa, dedicó su vida a rescatar del olvido de la memoria histórica la vida de aquellos hombres que, con todo ya perdido, nunca se dieron por vencidos. 
Así, a la par que se ganaba el sustento trabajando como periodista en la Agencia France-Presse, en 1954 comenzó a escribir sus luego conocidos libros y relatos sobre la guerrilla urbana, la guerrilla gallega y biografías de resistentes al régimen de Franco como Quico Sabaté, José Lluís Facerias o Francisco Ponzán, que fueron traducidos y editados en Francia, Grecia, Gran Bretaña, Alemania e Italia.

## Obra literaria
- Facerias Guerrilla urbana (1939-1957). La lucha antifranquista del Movimiento Libertario en España y en el exilio.
- Sabaté. Guerrilla urbana en España (1945-1960), 1992, ISBN 978-84-604-1861-0
- La lucha del movimiento libertario contra el franquismo, 1991.
- Historia de un atentado aéreo contra el General Franco, 1993, ISBN 978-84-88455-07-9
- El MIL y Puig Antich, 2006, ISBN 978-84-96044-77-7
- La Red De Evasión Del Grupo Ponzán. Anarquistas en la guerra secreta contra el franquismo y el nazismo (1936-1944)
- A guerrilla antifranquista de Mario de Langullo, O Pinche
- Apuntes sobre Antonio García Lamolla y otros andares
- Agustín Remiro: de la guerrilla confederal a los servicios secretos británicos
- Recuerdo
- Álbum de dessins en couleurs (1948)
- 30 años de Ruta en el exilio (historia de FIJL de 1945 a 1974)
- Atalaya, Notas para un eventual esbozo biográfico de José Garcia Tella
- Acción Directa (Action Directe) (1979-2004)
- Tinieblas y sangre (abril de 1949 - julio de 1952)
- Diccionario biográfico de la clandestinidad en España: 1936-1975